# 48451 Pichincha
48451 Pichincha è un asteroide della fascia principale. Scoperto nel 1991, presenta un'orbita caratterizzata da un semiasse maggiore pari a 3,0823130 UA e da un'eccentricità di 0,0910963, inclinata di 13,19624° rispetto all'eclittica.